# Тулуза (футбольный клуб)
«Тулу́за» (фр. Toulouse Football Club, французский: [tuluz] (слушать)о файле) — французский футбольный клуб, базирующийся в одноимённом городе. Основан в 1970 году. Домашние матчи проводит на «Стадионе Тулузы», вмещающем более 33 тысяч зрителей. С сезона 2022/23 выступает в Лиге 1, кроме того «Тулуза» трижды становилась чемпионом Лиги 2. В 2023 году «Тулуза» впервые в своей истории стала обладателем Кубка Франции, победив в финале обладателя трофея, «Нант».

## История
До современной «Тулузы» в городе уже была одноимённая команда, созданная в 1937 году. Тридцать лет она проводила матчи на маленьком стадионе, который вмещал в себя 10 тысяч зрителей. В 1957 году клуб выиграл Кубок Франции, а до распада команды участвовал в кубке Ярмарок, где в первой стадии уступил румынскому клубу «Динамо» из Питесты. В 1967 году произошло объединение «Тулузы» с известным клубом «Ред Стар Олимпик». После слияния команд многие французские журналисты решили провести связывающую нить между двумя клубами, после чего последовала жёсткая реакция: официальные лица заявили, что никакой исторической связи клубы не имеют.
После объединения с «Ред Стар Олимпик» город провёл три сезона без родной команды. В 1970 году благодаря приложенным усилиям Лилиана Баззичелли, президента «Баззичелли-Лева-Спортс», команда была воссоздана и получила юридический статус. Огромную финансовую помощь клубу оказали промышленники региона. Мэрия которая соскучилась по футболу, решила предложить муниципальный стадион на льготных условиях. Команде нужны были лидеры и тренерский штаб, чтобы выступать стабильно. Поэтому было решено, что клуб заберёт к себе воспитанников Гаскони. Главным тренером команды стал легендарный французский футболист Жюст Фонтен, который стал первым играющим тренером. Футбольный союз Франции пригласил клуб принять участие во втором дивизионе.
Клубными цветами «Тулузы» сначала были красный и жёлтый, но всё изменилось в 1977 году под руководством нового президента Даниэля Византена. Он вернулся к традиционным цветам для Тулузы — фиолетово-белым и ещё переименовал команду вернув ей принадлежность к городу. А также стал подписывать соглашения с известными на всю Европу игроками — Ласло Балинтом, Робертом Ренсенбринком. В городе проводились крупнейшие международные турниры, которые были направлены на развитие футбола в городе. «Тулуза» обыгрывала мюнхенскую «Баварию» и «Сент-Этьен». В 1982 году клубу удалось попасть в высшую лигу Франции.
«Тулуза» медленными шагами набирала силу в высшем дивизионе Франции, подписывая известных игроков, таких как Стопира, Ги Лякомб, Солер, Тарантини. Клуб чередует удачные сезоны (пятое место в 1984-м году, четвёртое — в 1986-м) с неудачными (11-е — в 1983 году). В 1986 году клуб попал в розыгрыш еврокубков, где в первом квалификационном раунде клуб обыграл «Наполи» Диего Марадоны, а в следующем раунде проиграл московскому «Спартаку». В 1987 году клуб добивается самого высокого результата за всю свою историю, занимая третье место в чемпионате Франции. В то время клуб был очень популярным, его поддерживало множество болельщиков, а в основе играли знаменитые французские футболисты — Доминик Рошто и Максим Боссис.
В конце 1980-х клуб столкнулся с финансовыми проблемами, из-за чего был вынужден привлекать больше молодых игроков в основной состав. В то время за клуб дебютирует Фабьен Бартез и Мишель Павон. Но в 1994 году команда вылетела во второй дивизион. Все время в 90-х годах клуб был между двумя дивизионами лиги, команда то поднималась, то опускалась. Всему виной — ненадёжное финансовое положение. В 2001-м году Федерация футбола Франции добилась фактического уничтожения «Тулузы», но «малыши» сохранили профессиональный статус, хотя для этого им пришлось поменять форму внутреннего управления. Помимо статуса, «Тулуза» спасла свой центр подготовки молодых игроков.
В сезоне 2006/07 клуб занял третье место и получил право сыграть в третьем квалификационном раунде Лиги чемпионов УЕФА 2007/08. В соперники «Тулузе» достался финалист предыдущего розыгрыша Лиги чемпионов «Ливерпуль», которому французский клуб уступил по итогам двух матчей 0:5. В Кубке УЕФА клуб выступил также не слишком удачно, заняв последнее место в группе. Но в Кубке УЕФА команде удалось одержать единственную победу, взяв реванш у московского «Спартака» на европейской арене. На сегодняшний день клуб не испытывает трудностей с финансами, но и не находится среди лучших во Франции. В последние годы главным лидером команды был нападающий сборной Франции Андре-Пьер Жиньяк.

## Достижения
- Чемпионат Франции
  - Бронзовый призёр: 2006/07

- Кубок Франции
  - Обладатель: 2022/23

- Чемпионат Франции (Лига 2)
  - Победитель (3): 1981/82[англ.], 2002/03, 2021/22

## Состав
| 16 | Норвегия                  | Вр  | Хьетиль Хёуг                           | 1998 |  |  |  |  |  |
| 40 | Франция                   | Вр  | Жюстен Лякомб                          | 2003 |  |  |  |  |  |
| 50 | Франция                   | Вр  | Гийом Рест                             | 2005 |  |  |  |  |  |
| 60 | Франция                   | Вр  | Матис Нифлёр                           | 2007 |  |  |  |  |  |
|    |                           |     |                                        |      |  |  |  |  |  |
| 2  | Дания                     | Защ | Расмус Николайсен                      | 1997 |  |  |  |  |  |
| 3  | Соединённые Штаты Америки | Защ | Марк Маккензи                          | 1999 |  |  |  |  |  |
| 4  | Англия                    | Защ | Чарли Крессуэлл                        | 2002 |  |  |  |  |  |
| 6  | Турция                    | Защ | Юмит Акдаг (в аренде из «Аланьяспора») | 2003 |  |  |  |  |  |
| 12 | Норвегия                  | Защ | Уоррен Каманси                         | 2000 |  |  |  |  |  |
| 17 | Чили                      | Защ | Габриэль Суасо                         | 1997 |  |  |  |  |  |
| 19 | Франция                   | Защ | Джибриль Сидибе                        | 1992 |  |  |  |  |  |
| 24 | Франция                   | Защ | Дайан Метали                           | 2006 |  |  |  |  |  |
| 26 | Франция                   | Защ | Ильес Арадж                            | 2005 |  |  |  |  |  |
| 29 | Франция                   | Защ | Жейде Канво                            | 2006 |  |  |  |  |  |
|    |                           |     |                                        |      |  |  |  |  |  |

| 8  | Швейцария | ПЗ  | Венсан Сьерро (капитан)              | 1995 |  |  |  |  |  |
| 15 | Норвегия  | ПЗ  | Арон Дённум                          | 1998 |  |  |  |  |  |
| 20 | Германия  | ПЗ  | Никлас Шмидт                         | 1998 |  |  |  |  |  |
| 21 | Словения  | ПЗ  | Миха Зайц (в аренде из «Фенербахче») | 1994 |  |  |  |  |  |
| 22 | Алжир     | ПЗ  | Рафик Мессали                        | 2003 |  |  |  |  |  |
| 23 | Венесуэла | ПЗ  | Кристиан Кассерес                    | 2000 |  |  |  |  |  |
| 37 | Алжир     | ПЗ  | Эдхи Зульяни                         | 2004 |  |  |  |  |  |
| 39 | Франция   | ПЗ  | Матис Сака                           | 2006 |  |  |  |  |  |
|    |           |     |                                      |      |  |  |  |  |  |
| 7  | Марокко   | Нап | Закария Абухляль                     | 2000 |  |  |  |  |  |
| 9  | Камерун   | Нап | Франк Магри                          | 1999 |  |  |  |  |  |
| 10 | Франция   | Нап | Янн Гбоо                             | 2001 |  |  |  |  |  |
| 13 | Норвегия  | Нап | Джошуа Кинг                          | 1992 |  |  |  |  |  |
| 31 | Франция   | Нап | Ноа Эджума                           | 2005 |  |  |  |  |  |
| 80 | Габон     | Нап | Шави Бабика                          | 2000 |  |  |  |  |  |

## Стадион
Клуб проводит домашние матчи на «Стадионе Тулузы». Построенный в 1937 году, он вмещает более 33 тысяч зрителей. На стадионе проходили матчи Кубка мира по футболу 1998 года.

## Форма

### Домашняя
| 2010/11 | 2011/12 | 2012/13 | 2013/14 | 2014/15 | 2015/16 | 2016/17 | 2017/18 | 2018/19 | 2019/20 | 2020/21 |
| 2021/22 | 2022/23 | 2023/24 | 2024/25 | 2025/26 |         |         |         |         |         |         |

### Гостевая
| 2010/11 | 2011/12 | 2012/13 | 2013/14 | 2014/15 | 2015/16 | 2016/17 | 2017/18 | 2018/19 | 2019/20 | 2020/21 |
| 2021/22 | 2022/23 | 2023/24 | 2024/25 | 2025/26 |         |         |         |         |         |         |

### Резервная
| 2010/11 | 2011/12 | 2012/13 | 2013/14 | 2014/15 | 2015/16 | 2023/24 |

Источники:,